# Distintivo da battaglia per carristi
Il Distintivo da battaglia per carristi (in tedesco Panzerkampfabzeichen), anche se esistente in altre versioni per la prima guerra mondiale e la guerra civile spagnola, è stato un distintivo onorifico della Germania Nazista, istituito il 20 dicembre 1939, assegnato per importanti atti di valore dei carristi nazisti della Heer durante la seconda guerra mondiale.
A questo distintivo nel 1944 si ispirò Hermann Göring per il distintivo di combattimento sui mezzi corazzati dell'aviazione.

## Versioni

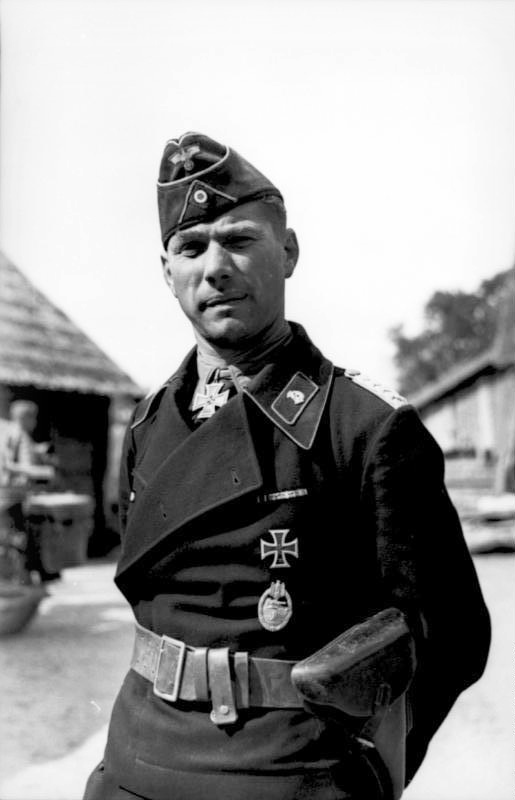
Il maggiore Erich Löwe mentre indossa il distintivo nel 1941

Progettato da Wilhelm Ernst Peekhaus, questo distintivo è stato istituito per ordine di Generalfeldmarschall Walther von Brauchitsch il 20 dicembre 1939 al fine di riconoscere i risultati del personale carrista partecipante ai diversi assalti armati.
Il 6 giugno 1940 venne distinta da quella d'argento la classe di bronzo. Mentre continuava la guerra emerse però che il singolo distintivo non era più sufficiente per riconoscere il crescente numero di veterani con anni di esperienza, e, nel giugno 1943, venne rivisto l'apparato di conferimento con l'aggiunta di quattro nuove classi del premio che rappresentano il numero di assalti  eseguiti con vittoria dall'individuo cui viene conferito il distintivo: 20, 50, 75, o 100 giorni d'assalto; per i 20 e 50 il distintivo era ora di bronzo mentre per  i 75 e 100 d'argento.
Risulta essere stata creata e conferita una versione in oro. Il carrista Kurt Knispel ne fu insignito al raggiungimento dei 100 carri distrutti.

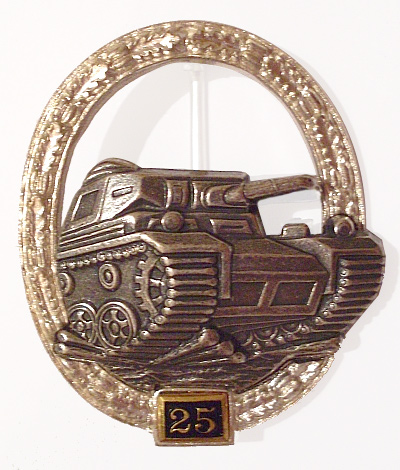
versione di bronzo denazificata

Ai sensi della legge sui titoli, ordini e decorazioni del 26 luglio 1957 promulgata dalla Repubblica Federale di Germania la decorazione può essere utilizzata, qualora conferita, sotto rimozione del simbolo nazista dal distintivo.

## Descrizione
Il badge è stato fatto di una corona ovale di foglie di quercia, dalla quale emerge un carro armato, un Panzerkampfwagen IV, diretto verso destra, sormontato dall'aquila nazista.
Il premio veniva indossato sulla parte inferiore del taschino sinistro della divisa, sotto la Croce di Ferro di I Classe, o grado equivalente, in caso di aggiudicazione.